# Madeleine Lebeau
Madeleine Lebeau (Antony, 10 juni 1923 – Estepona, 1 mei 2016) was een Franse actrice met rollen in Casablanca en Gentleman Jim (beide films uit 1942) en Otto e mezzo van Federico Fellini uit 1963.

## Levensloop
Lebeau debuteerde in 1939 op zestienjarige leeftijd in Jeunes Filles en détresse. Na een vlucht uit Frankrijk in 1940 voor de oprukkende nazi's belandt ze met haar joodse echtgenoot, acteur Marcel Dalio, in Lissabon. Ze kopen reispassen voor Chili maar deze blijken vals te zijn. Vervolgens bekomen ze tijdelijk visa voor Canada, en vestigen ze zich in de Verenigde Staten. Lebeau hervat het acteerwerk en speelde in 1941 aan de zijde van Charles Boyer in de Amerikaanse langspeelfilm Hold Back the Dawn die zes Oscarnominaties kreeg. Een jaar later speelde ze de rol van Anna Held in de biopic Gentleman Jim over het leven van bokser Jim Corbett, vertolkt door Errol Flynn. Ook in 1942 volgde haar rol als Yvonne in de meervoudig Oscarwinnende film Casablanca van Michael Curtiz. Nog in de oorlog had ze rollen in Paris After Dark uit 1943 en Music for Millions uit 1944. Voor For Whom the Bell Tolls van Sam Wood was ze in de running voor de vrouwelijke hoofdrol, maar moest ze deze uiteindelijk toch aan Ingrid Bergman laten. In 1943 scheidt ze van Dalio. Na de oorlog keerde ze terug naar Frankrijk en bouwde daar een verdere filmcarrière uit. Ze had hoofdrollen in onder meer Le Pays d'où je viens uit 1956 van Marcel Carné of Une Parisienne uit 1957 samen met Brigitte Bardot.
In 1963 volgde nog een hoogtepunt in haar carrière met de rol van de Franse actrice Madeleine in Otto e mezzo van Federico Fellini. In 1966 vertrekt ze samen met Fellini's scenarioschrijver Tullio Pinelli naar Rome. Ze huwt Pinelli in 1988 en blijft samen tot zijn overlijden in 2009. Daarna verhuist ze naar Spanje. Lebeau overleed op tweeënnegentigjarige leeftijd in haar woning in het Spaanse Estepona aan de gevolgen van een heupbreuk.
- Biblioteca Nacional de España: XX1320577
- Bibliothèque nationale de France: cb14655285r (data)
- Gemeinsame Normdatei: 1062201248
- International Standard Name Identifier: 0000 0003 6106 887X
- Library of Congress Control Number: no00071928
- Nationale Bibliotheek van Tsjechië: xx0165370
- Système universitaire de documentation: 149628765
- Virtual International Authority File: 223446155
- WorldCat: E39PBJyxd9c9J97m3qmHRRXw4q